# 波札那普拉
波札那普拉是波札那的流通貨幣 （普拉是「雨露」的意思，也是該國的國家格言）。其貨幣編號為BWP、輔幣單位為特貝。1 普拉 = 100 特貝。

## 流通中的貨幣

### 硬幣

波札那的七款硬幣。

- 5 特貝
  - 正面：波札那國徽、國家名稱、年份
  - 背面：鳥
- 10 特貝
  - 正面：波札那國徽、國家名稱、年份
  - 背面：羚羊
- 25 特貝
  - 正面：波札那國徽、國家名稱、年份
  - 背面：豬
- 50 特貝
  - 正面：波札那國徽、國家名稱、年份
  - 背面：鷹
- 1 普拉
  - 正面：波札那國徽、國家名稱、年份
  - 背面：斑馬
- 2 普拉
  - 正面：波札那國徽、國家名稱、年份
  - 背面：犀牛
- 5 普拉
  - 正面：波札那國徽、國家名稱、年份
  - 背面：葉子上的毛蟲

### 紙幣

#### 1999 年

波札那曾經在1999年使用的紙幣。

- 10 普拉
  - 正面：伊恩·卡馬
  - 背面：在嘉柏隆里的議會大廈
- 20 普拉
  - 正面：基阿曼·尊特斯高·莫撒塔
  - 背面：採礦設備
- 50 普拉
  - 正面：塞雷茨·卡馬
  - 背面：奧卡萬戈三角洲
- 100 普拉
  - 正面：三位首領
  - 背面：鑽石分類的工序、露天鑽石礦場

#### 2009 年

五種面值的紙幣。

- 10 普拉
  - 正面：伊恩·卡馬
  - 背面：在嘉柏隆里的議會大廈
- 20 普拉
  - 正面：基阿曼·尊特斯高·莫撒塔
  - 背面：採礦設備
- 50 普拉
  - 正面：塞雷茨·卡马
  - 背面：奥卡万戈三角洲
- 100 普拉
  - 正面：三位首領
  - 背面：鑽石分類的工序、露天鑽石礦場
- 200 普拉
  - 正面：教師和學生
  - 背面：斑馬

## 外部連結
- 波札那普拉紙幣介紹 （页面存档备份，存于）
- 唐的世界硬币画廊：Botswana
- 罗恩·怀斯的世界纸币：Botswana 镜像网站
- 现代金融系统表格－库尔特·舒勒制作：Botswana 镜像网站
- 环球货币历史：Botswana
- 《环球金融资料》货币历史表格（ 微软试算表格式）
- 博茨瓦纳历史钞票 （页面存档备份，存于） （英文）（德文）